# 電幻天龍
《電幻天龍》（英語：Automan）是美國1983年製作的電視影集，於1983年12月15日至 1984年4月2日播映，全13集。1988年6月18日至1988年9月10日間，台灣版本由台灣電視公司引進，於每週六晚上時段播出。影集中的劇情主要是警探和程式設計師Walter Nebicher(Desi Arnaz, Jr.飾演）無意中利用電腦創造了一個虛擬電子人，這個電子人可以做出快速移動、放電、隨手創造出各種交通工具（像是可以尖角轉彎的車，車型為蘭博基尼Countach）等等現實中違反物理原則的事情。

## 外部連結
- 互联网电影数据库（IMDb）上《電幻天龍》的资料（英文）
- Chuck Wagner / Automan Page
- Automan collectibles and memorabilia exhibit （页面存档备份，存于）
- Cinematographer Chuck Barbee